# Fókino (Primórie)
|  | Per a altres significats, vegeu «Fókino». |

Fókino - Фокино (rus) - és una ciutat tancada del krai de Primórie, a Rússia.

## Geografia
Es troba a la costa del golf de Pere el Gran, entre Vladivostok i Nakhodka, a 43 km al sud-est de Vladivostok.

## Història
Fókino és una ciutat tancada, atès que hi ha una base de la flota russa del Pacífic. Els estrangers han de tenir un permís especial per poder visitar la vila. Tanmateix, les illes de Putiatin i Askold, que depenen administrativament de la ciutat de Fókino, estan obertes als turistes. Malgrat la manca de connexions regulars amb el continent, hi ha al voltant de dos mil visitants anuals, atrets per la flora i la fauna úniques de les aigües i de les illes. A l'illa de Putiatin hi ha censades unes 2.400 persones.